# 莫納克斯普林斯 (密蘇里州)
莫納克斯普林斯（英語：Monark Springs）是位於美國密蘇里州牛頓縣的非建制地區。

## 地理
莫納克斯普林斯所處的海拔為高於海平面353米（即1158英呎），而該地所採用的時區為UTC-6，即北美中部時區（CST）。同時該地設有夏令時間，為UTC-6調快一小時，即UTC-5（CDT）。